# Ceres-La Salle FC
Ceres-La Salle Football Club, zkráceně Ceres FC, je filipínský fotbalový klub založený roku 2012 ve městě Bacolod v provincii Negros Occidental. V sezóně 2016 hraje nejvyšší filipínskou ligu United Football League – Division 1. Domácím hřištěm je Panaad Stadium s kapacitou 15 500 míst.

## Úspěchy
- United Football League – 1× vítěz (2015)[3][1]